# Emma (film, 1996)
Emma är en brittisk-amerikansk romantisk dramafilm från 1996 i regi av Douglas McGrath. Filmen är baserad på Jane Austens roman Emma från 1816. I huvudrollerna ses Gwyneth Paltrow, Alan Cumming, Toni Collette, Ewan McGregor och Jeremy Northam.

## Handling
Emma leker äktenskapsmäklare, men hon är inget bra på det. Själv är hon övertygad om att hon vet bäst. Ingen går säker, inte ens hon själv.

## Rollista i urval
- Gwyneth Paltrow - Emma Woodhouse
- Alan Cumming - herr Elton
- Toni Collette - fröken Harriet Smith
- Ewan McGregor - herr Frank Churchill
- Jeremy Northam - herr George Knightley
- Polly Walker - fröken Jane Fairfax
- James Cosmo - herr Weston
- Greta Scacchi - fröken Anne Taylor/fru Weston
- Juliet Stevenson - fru Elton
- Phyllida Law - fru Bates
- Sophie Thompson - fröken Bates
- Edward Woodall - herr Robert Martin